# Henriette Sontag
Henriette Sontag, pseudonimo di Gertrude Walpurgis Rossi, nata Sontag, contessa di Lauenstein (Coblenza, 13 maggio 1805 – Messico, 17 giugno 1854), è stata un soprano e attrice teatrale tedesca e anche francese, perché nata in territorio allora francese, il dipartimento di Rhin-et-Moselle, sotto il Primo Impero francese. Fu attiva tra il 1820 ed il 1854.

## Biografia
Nacque a Coblenza, allora nell'Impero francese, da Franz Sontag, attore e cantante lirico, e da Franziska Markloff, anch'essa attrice e soprano. I genitori andavano da una città all'altra a seconda di dove erano scritturati. Partecipò il 7 e il 13 maggio 1824 alle prime esecuzioni della Sinfonia n. 9 (dedicata al re Federico Guglielmo III di Prussia) e della Missa Solemnis di Beethoven. Da parte sua, Carl Maria von Weber le affidò la prima interpretazione del ruolo principale della sua opera Euryanthe (1823).
Si esibì sui palcoscenici europei, spesso con la Malibran. Furono comunque rivali nel cuore del violinista Charles Auguste de Bériot. Rifiutato da Henriette (che si era sposata segretamente, per non danneggiare la sua carriera, con il conte Carlo Rossi, un diplomatico sardo, ambasciatore del regno di Sardegna presso la corte olandese e fratello minore di Flaminia de Rossi), Charles de Bériot sposò Maria Malibran.
Nel 1830, all'età di 25 anni, Henriette Sontag fu resa nobile dal re Federico Guglielmo III di Prussia (Coblenza infatti, dal 1814, divenne parte del Regno di Prussia) e diventò la « contessa von Lauenstein ». Poté allora vivere pubblicamente con suo marito e dargli sette figli. Abbandonò temporaneamente le scene e si esibì solo in privato.
Fu anche insegnante di canto della granduchessa Alexandra Nikolaevna, figlia dello zar Nicola I di Russia, nonché di Carlotta di Prussia, figlia del re Federico Guglielmo III di Prussia.
Avendo suo marito avuto problemi politici, ella riprese la sua carriera nel 1844 e iniziò un tour in America dal 1852 con la cantante Marietta Alboni e la violinista Camille Urso. Fu durante questo periodo che morì di colera in Messico.

## Omaggi
- Nell'operetta buffa Monsieur Choufleuri restera chez lui (1861) da Jacques Offenbach, su un libretto del duca di Morny, un borghese emergente vuole impressionare i suoi vicini organizzando un concerto in cui devono esibirsi tre dei più grandi cantanti dell'epoca: Giovanni Battista Rubini, Antonio Tamburini e Henriette Sontag. Questi tre non vengono, e il borghese, sua figlia e il suo futuro genero sono costretti a fare finta di essere loro.

### Ritratti d'Henriette Sontag
- Litografia da Henri Grévedon (1776-1860), 1830, Musée Carnavalet.

## Interpretazioni
La sua voce era bella, la sua tecnica irreprensibile, ma alcuni criticarono la sua perfezione un po' fredda e la sua mediocre presenza scenica. In La Revue des Deux Mondes, la sua voce venne lodata in termini precisi ed entusiastici. Vincenzo Bellini rimase colpito dalla sua musicalità. 
Hector Berlioz, in un capitolo non troppo laudativo dei suoi "Grotesques de la musique", fu comunque pieno di elogi per il talento e l'arte di Henriette Sontag.

## Ruoli interpretati
- Ruolo del titolo nella prima assoluta dell'Euryanthe di Carl Maria von Weber (1823).
- Isabella, ne Il turco in Italia di Gioachino Rossini, a Berlino, il 3 agosto 1825[6].
- Rosina, ne Il barbiere di Siviglia di Rossini, al Teatro italiano di Parigi, il 15 giugno 1826[6][10].
- Lucia, nella prima assoluta di Le nozze di Lammermoor di Michele Carafa, al Teatro italiano di Parigi, il 12 dicembre 1829[11].
- Norina, nel Don Pasquale di Gaetano Donizetti, al teatro Haymarket di Londra, nel 1850[12].